# Stift Enger

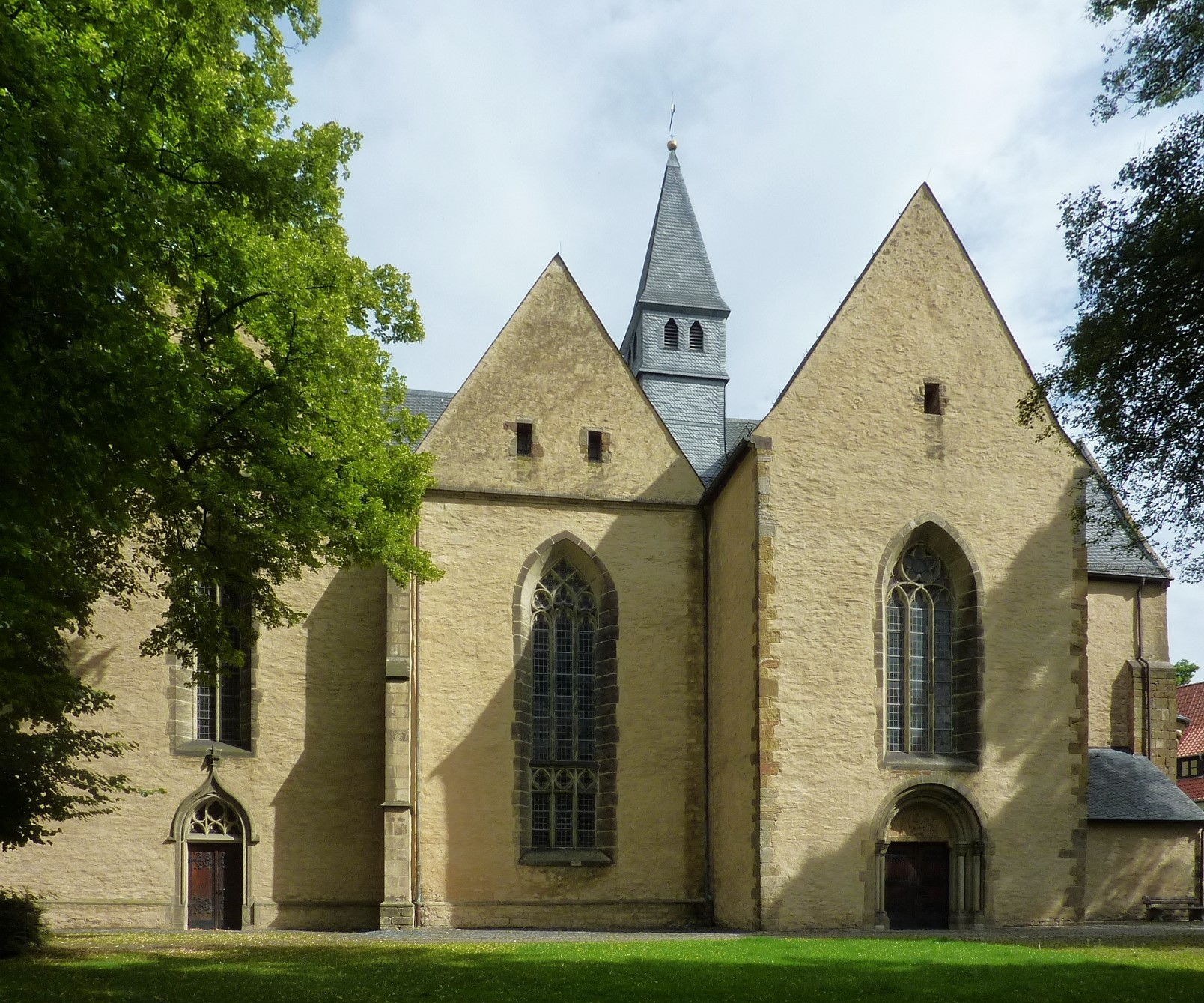
Stiftskirche Enger

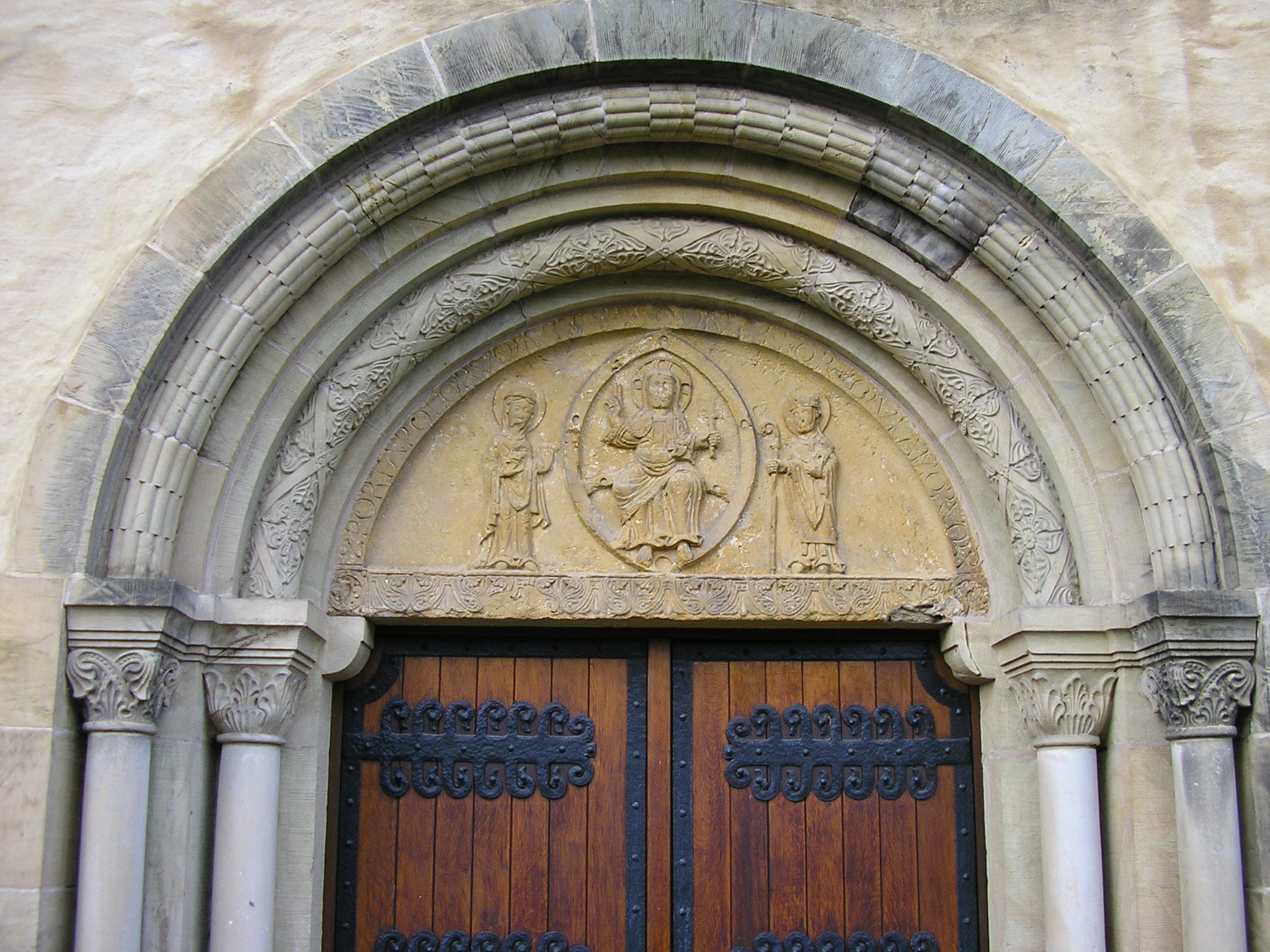
Tympanon der Stiftskirche

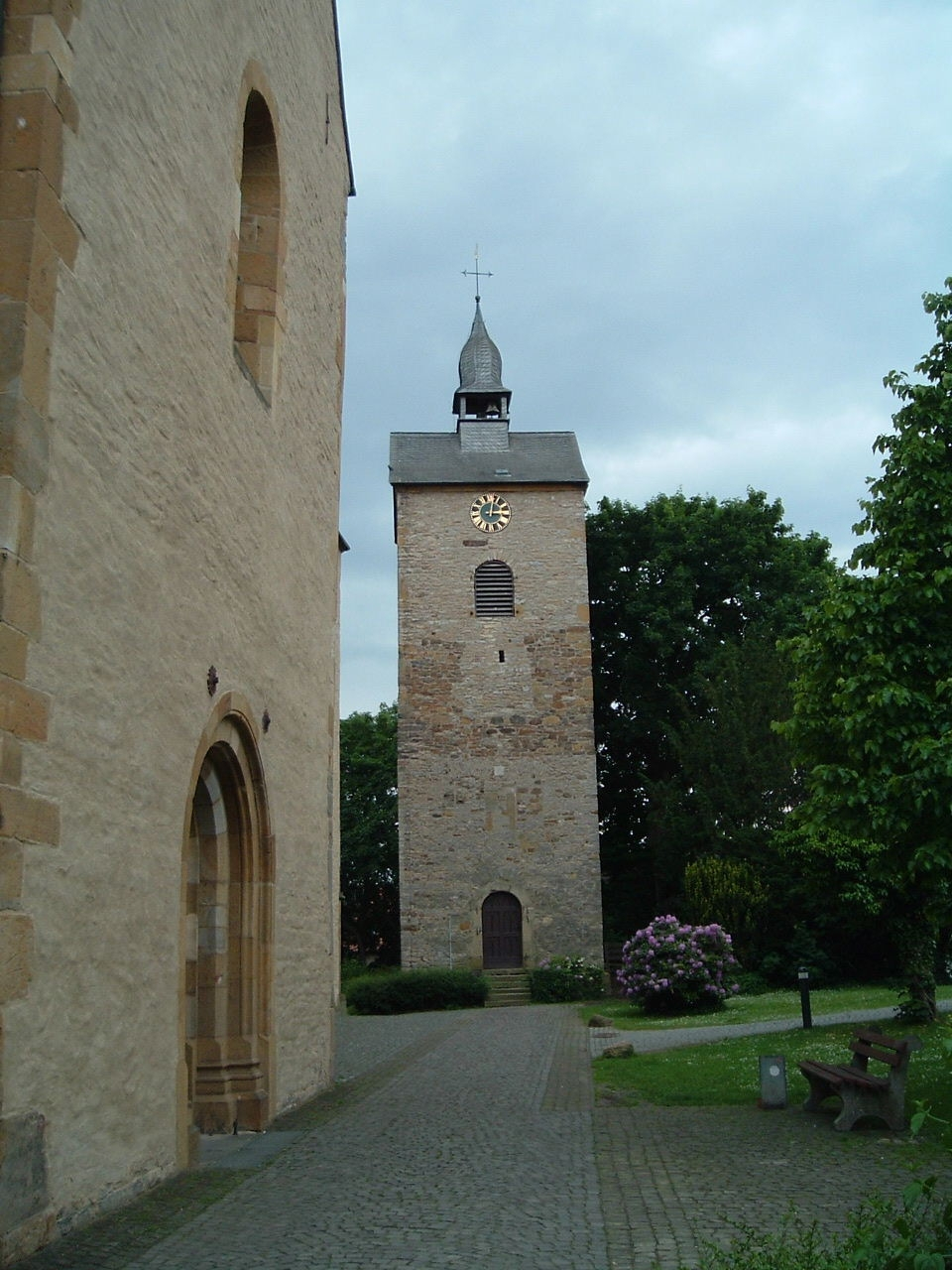
Turm der Stiftskirche

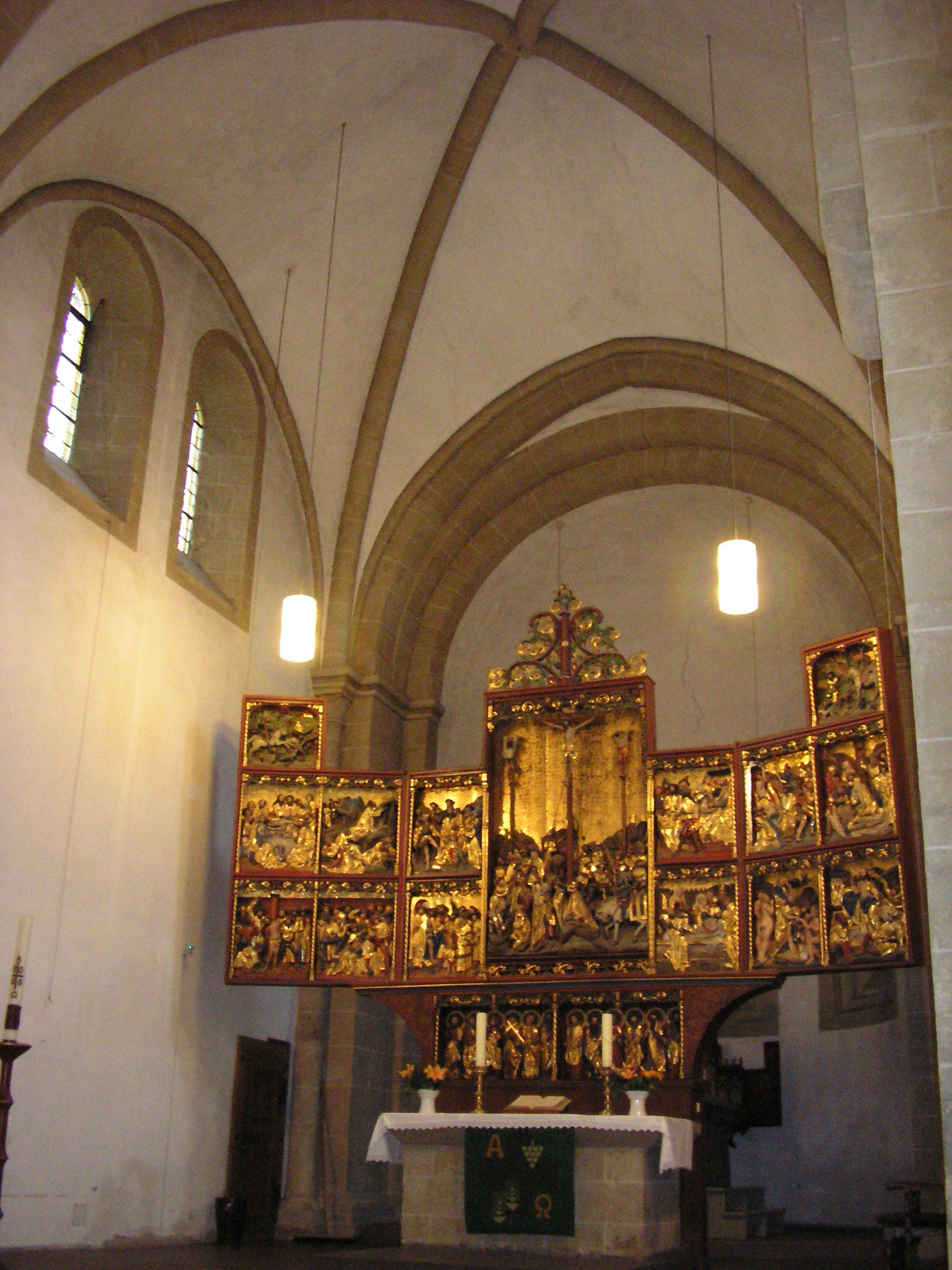
Chorraum der Stiftskirche Enger

Das Stift Enger in Enger im Kreis Herford in Nordrhein-Westfalen wurde 947 von Königin Mathilde gegründet. Geweiht war es zunächst Maria und Laurentius, später auch Dionysius. Es gilt als die Grablege von Herzog Widukind. Im Jahr 1414 wurde das Stift nach Herford verlegt. Dort wurde die Kirche St. Johannis in der Neustadt Stiftskirche. Die Kirche in Enger wurde im Zuge der Reformation Pfarrkirche der evangelisch-lutherischen Gemeinde von Enger.

## Geschichte
Nachdem Königin Mathilde sich nach dem Tod von Heinrich I. auf ihre ererbten Besitzungen zurückgezogen hatte, gründete sie in Enger 947 ein Kollegiatstift für Säkularkanoniker. König Otto I. stattete es mit erheblichem Landbesitz aus und gestand ihm freie Wahl des Propstes und Immunität zu. Im Jahr 968, nach dem Tod Mathildes, wurde das Stift dem gerade neu gegründeten Erzbistum Magdeburg unterstellt, obwohl es auf dem Territorium des Bistums Osnabrück lag. Damit verlor es seine ursprüngliche Unabhängigkeit. Otto stattete das Stift auch mit Reliquien des heiligen Dionysius von Paris aus. Das Datum der Translation der Reliquien ist unbekannt. Ottos I. Schenkungen für das Kanonikerstift in Enger setzten nach den erhaltenen Urkunden 947 ein und reichen über 950 und 966 bis 968. Dabei fällt auf, dass das Stift zunächst ein anderes Patrozinium als das heute bekannte besessen haben muss. Offensichtlich wurde der hl. Dionysius ursprünglich in Enger nicht verehrt. Das Patrozinium wird in der Urkunde  D. 91 im Jahr 947 als „Mariae sanctique Laurentii martiris“ bezeichnet. Ursprünglich gab es in Enger daher wohl ein Laurentius-Patrozinium. Ein solches Patrozinium gab es ab 955 auch in Merseburg.
Im Jahr 1414 wurde das Stift wegen zahlreicher Überfälle und kriegerischer Auseinandersetzungen in das befestigte Herford verlegt. Die Kanoniker nahmen die bedeutendsten Kunstwerke – darunter auch der Codex Wittekindeus – sowie die angeblichen Gebeine Widukinds mit.
Mit dem Umzug der Kanoniker wurde die Stiftskirche von Enger Pfarrkirche. Kirchenheilige wurden in Herford Johannes Baptist und Dionysius.
Ab 1530 setzte sich die Reformation im Stift durch. 1549 war nur noch ein Mitglied katholisch. Dieser Zustand wurde nach 1672 festgeschrieben. Im 18. Jahrhundert wurde die Hälfte der Stiftsstellen zur Versorgung preußischer Beamter genommen.
Am 1. Dezember 1810 wurde das Stift aufgehoben. Das Archiv mit etwa 500 Urkunden und Akten wurde 1822 in das Mindener Regierungsarchiv und von da aus im Jahr 1852 ins Staatsarchiv Münster verbracht.
Auch wenn außer der Kirche von den Stiftsgebäuden nichts mehr erhalten ist, haben die Hausstellen der Kanoniker rund um die Kirche auf dem so genannten Kirchenrundling das Bild des Ortes bis in die Gegenwart hinein geprägt. Die ehemalige Stiftskirche ist heute eine evang.-luth. Pfarrkirche.

## Zusammensetzung des Konvents
Die Konventualen waren in der Regel bürgerlicher Herkunft und stammten zunächst vor allem aus Herford und Umgebung. Mit der Veränderung der Funktion als Versorgungsstellen von Beamten dehnte sich der Einzugsbereich erheblich aus. Als Ämter begegnen uns Propst, Dekan, Custos und Thesaurius, Scholasticus und Cellerarius. Es gab seit dem Hochmittelalter durchgängig 12 Kanoniker (je vier Priester, Diakone sowie Subdiakone). Seit dem Spätmittelalter kamen fünf Vikare und vier Benefiziaten hinzu. An dieser Einteilung änderte sich bis 1810 nichts mehr.

## Kirche

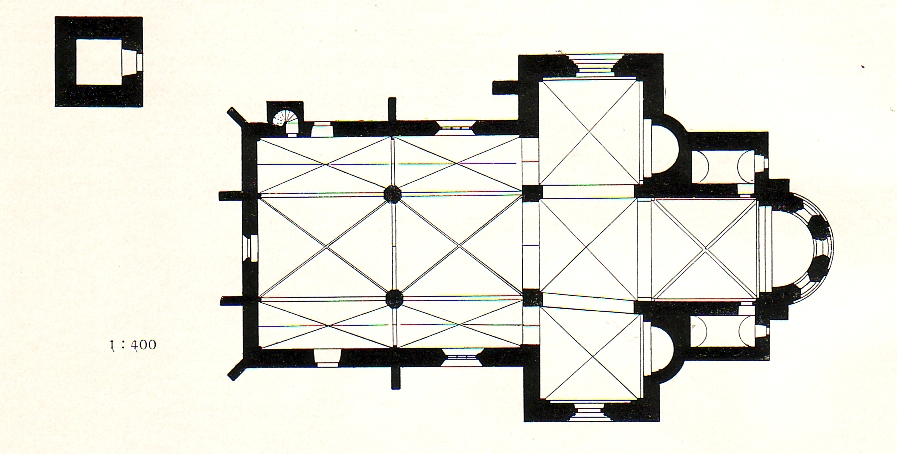
Grundriss der Stiftskirche Enger

Nach der Überlieferung durch Königen Mathilde (* 896, † 968), die Gattin Heinrichs I., soll Herzog Widukind die erste Kirche errichtet haben. Nach archäologischen Untersuchungen ist dies nicht ausgeschlossen, denn es wurden Reste einer Saalkirche mit Rechteckchor aus dem 9. oder 10. Jahrhundert gefunden. Mathilde selber gründete hier ein Kanonissenstift und wurde später heiliggesprochen.
Die heutige Kirche wurde in zwei Bauabschnitten errichtet. Vom Leiter der Ausgrabungen, Uwe Lobbedey, wurden die erhaltenen romanischen Querhaus und Chor aus dem 12. Jahrhundert als Bauphase IV bezeichnet, das gotische Hallenlanghaus aus dem 14. Jahrhundert als Bauphase V.
Im Chor von Bau I konnten drei symmetrisch angeordnete Gräber lokalisiert werden (sogenannte „Stiftergräber“). Je eines in der nordöstlichen (Grab 447) und südöstlichen Ecke (Grab 462) und eines in der Mitte des Chors. Sie sind eindeutig älter als Bau II, können aber nicht älter sein als die älteste Kirche, denn abgesehen von ihrer eindeutigen Lage sprechen auch Mörtelbröckchen an der Sohle der Grabfüllung dafür, dass die Gräber nachträglich innerhalb von Bau I angelegt wurden. Ob es sich beim zentralen „Stiftergrab“ um das des dux Widukind handelt, ist in der Literatur erheblich umstritten.
Wie für eine mittelalterliche Kloster- bzw. Stiftskirche nicht ungewöhnlich, besaß der Engeraner Sakralbau keinen Turm. Der für Westfalen ungewöhnliche freistehende Turm wird im Kern als spätmittelalterlich eingeschätzt, wurde erst nachträglich zum Glockenturm und 1843 aufgestockt.

## Ausstattung

### Widukindepitaph

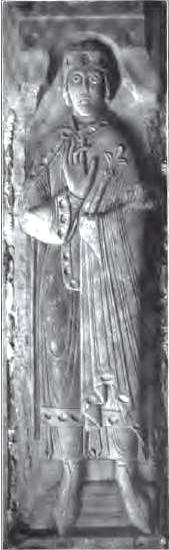
Widukind-Epitaph

In der Kirche befindet sich unter anderem ein Epitaph aus dem Jahr 1100, der als eine der ältesten Grabplastiken in Deutschland gilt und nach der Überlieferung die Grabstelle von Herzog Widukind bezeichnet. Es handelt sich um ein romanisches Bildnis einer liegenden Person mit Krone und Zepter. Der Unterbau stammt aus der Frührenaissance.
Trotz umfangreicher Forschung zur Person Widukinds ist allerdings unklar, ob er überhaupt in Enger begraben wurde oder nicht doch seine letzten Jahre auf der Insel Reichenau verbrachte und dort auch begraben wurde. Man fand bei den archäologischen Ausgrabungen in den 1970er Jahren im Chor der ursprünglichen Kirche drei Gräber verwandter männlicher Toter aus der Entstehungszeit, die man als der Stifterfamilie zugehörig gedeutet hat. Damit ist die Wahrscheinlichkeit, dass Widukind in Enger begraben worden ist, wieder etwas gestiegen. Dagegen spricht, dass die ältesten Urkunden des Stifts aus dem 10. Jahrhundert das Grab nicht erwähnen. Erste schriftliche Hinweise stammen aus dem Jahr 1216. Damals glaubte man bei einer Grabung die Gebeine gefunden zu haben.
Das Grabmal bot der SS Veranlassung, hier ab 1934 die Errichtung einer „nationalen“ Gedenk- und Wallfahrtsstätte zu planen. Der Ausbruch des Zweiten Weltkriegs verhinderte die Realisierung.

### Weitere Innenausstattung

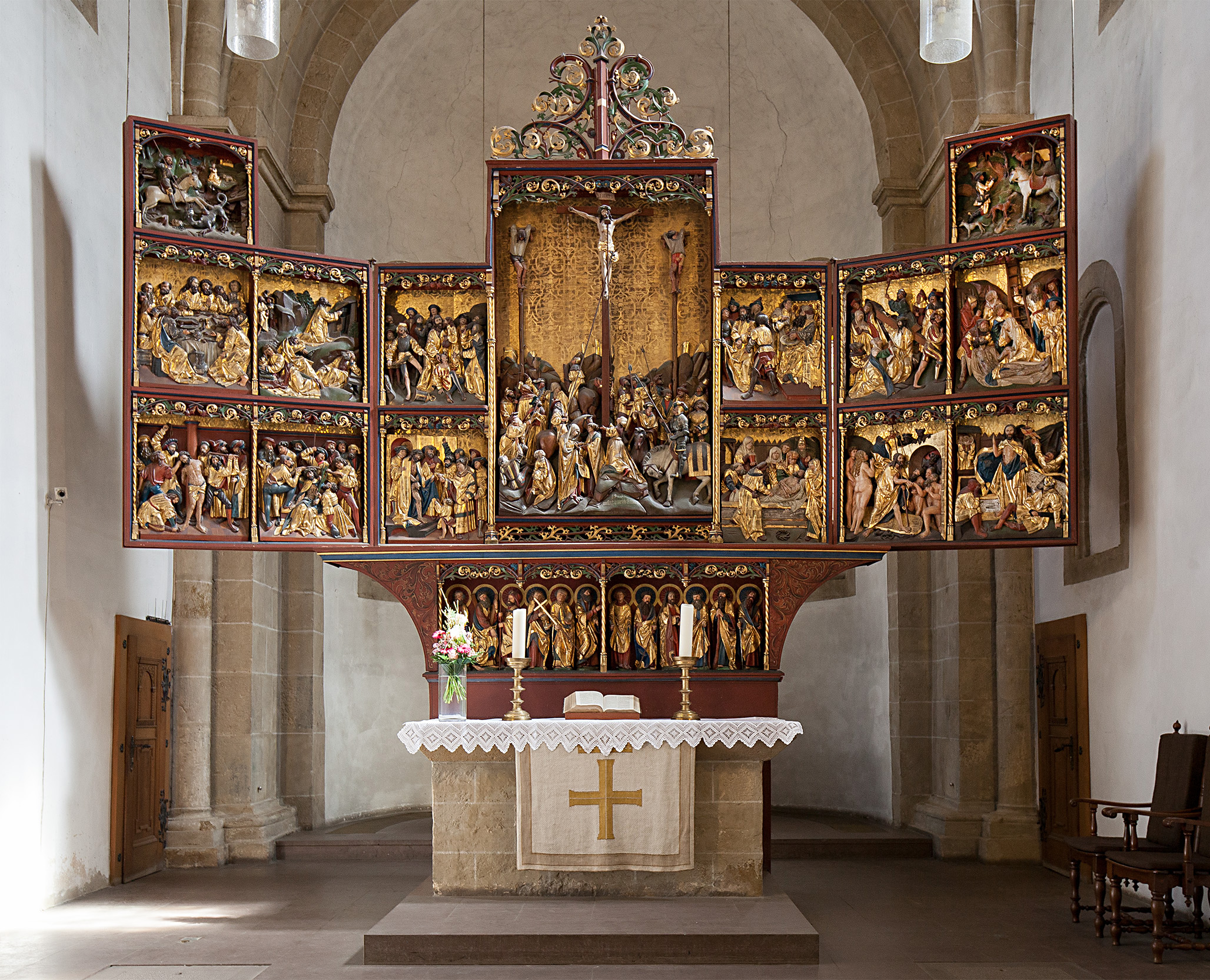
Schnitzaltar im Chorraum der Stiftskirche

Neben dem Epitaph sind noch einige gotische Einrichtungsgegenstände wie Kreuze, Altaraufsätze und ähnliches nach dem Wegzug der Kanoniker in Enger geblieben oder kamen später hinzu. Aus der Zeit nach dem Wegzug der Kanoniker stammt der Schnitzaltar von Hinrik Stavoer aus dem Jahre 1525. Ein Taufstein stammt von 1677.
An der Ostwand des nördlichen Querhauses ist mit dem Schwarzen Gesicht ein dunkler Reliefstein angebracht, der die Gesichtszüge des hl. Mauritius zeigt. Er symbolisierte die vormalige Zugehörigkeit des Kanonikerstifts Enger zu Magdeburg, wo der Heilige Patron war.

### Dionysiusschatz
Die größten Kostbarkeiten, die früher im Besitz des Stifts waren und sich heute teilweise im Kunstgewerbemuseum Berlin befinden, werden traditionell als Dionysiusschatz bezeichnet. Dazu gehörte ein romanisches Vortragekreuz aus Holz mit Gold überzogen. Des Weiteren eine romanische Aquamanile, eine Kanne in Vogelform mit gekröntem Menschenleib. Bemerkenswert ist ein in Taschenform gearbeitetes Reliquiar aus dem 8. Jahrhundert mit aus Holz bestehendem Kern (sog. Engerer Burse). Auf der Vorderseite ist es mit Goldblech überzogen und mit Edelsteinen und Gemmen geschmückt. Die übrigen Seiten bestehen aus vergoldetem Silberblech und sind mit getriebenen Brustbildern in zweireihigen Arkaden versehen. Hinzu kommen weitere Reliquiare und anderes liturgisches Gerät.

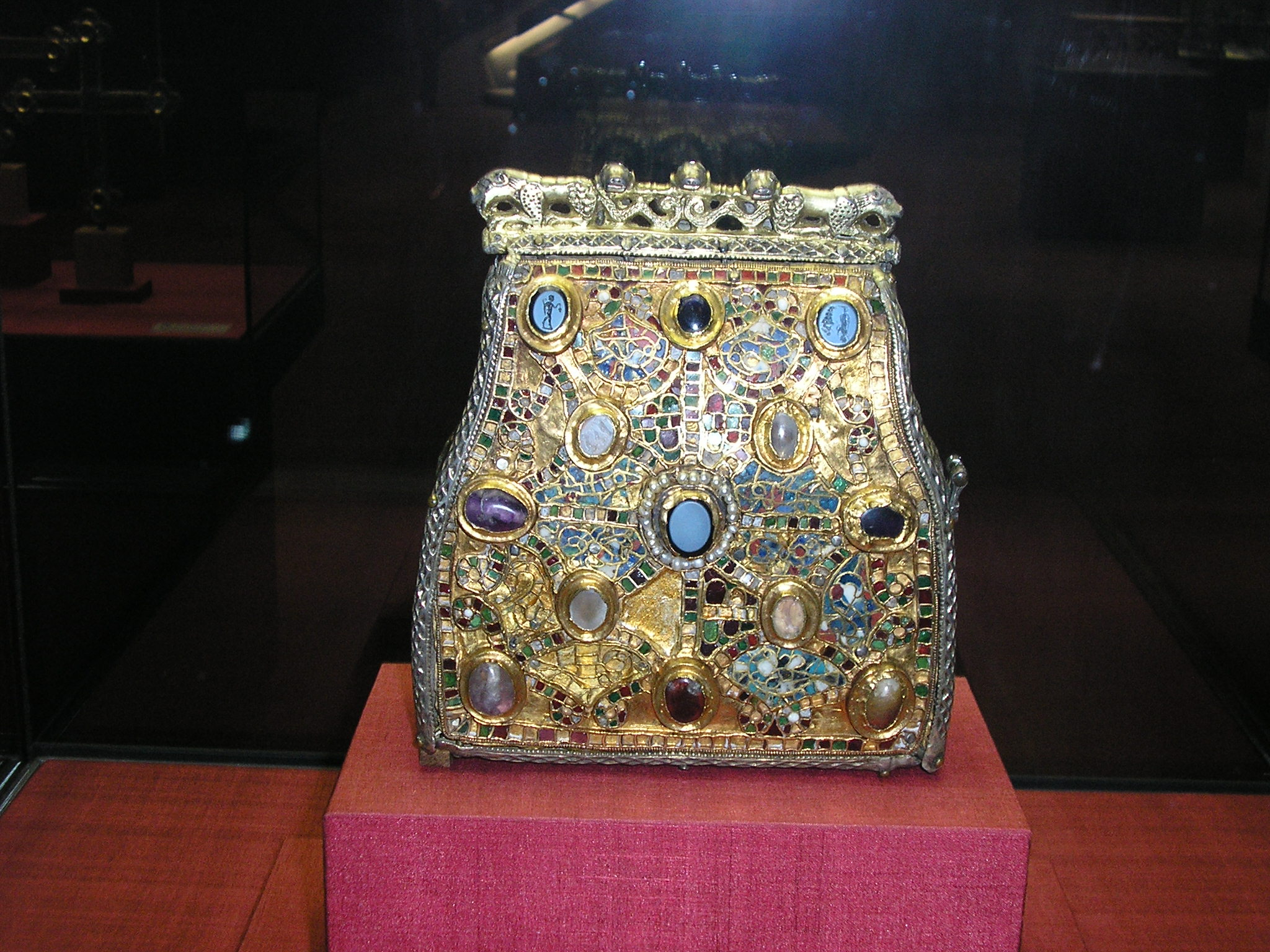
Bursenreliquiar (sog. Engerer Burse)
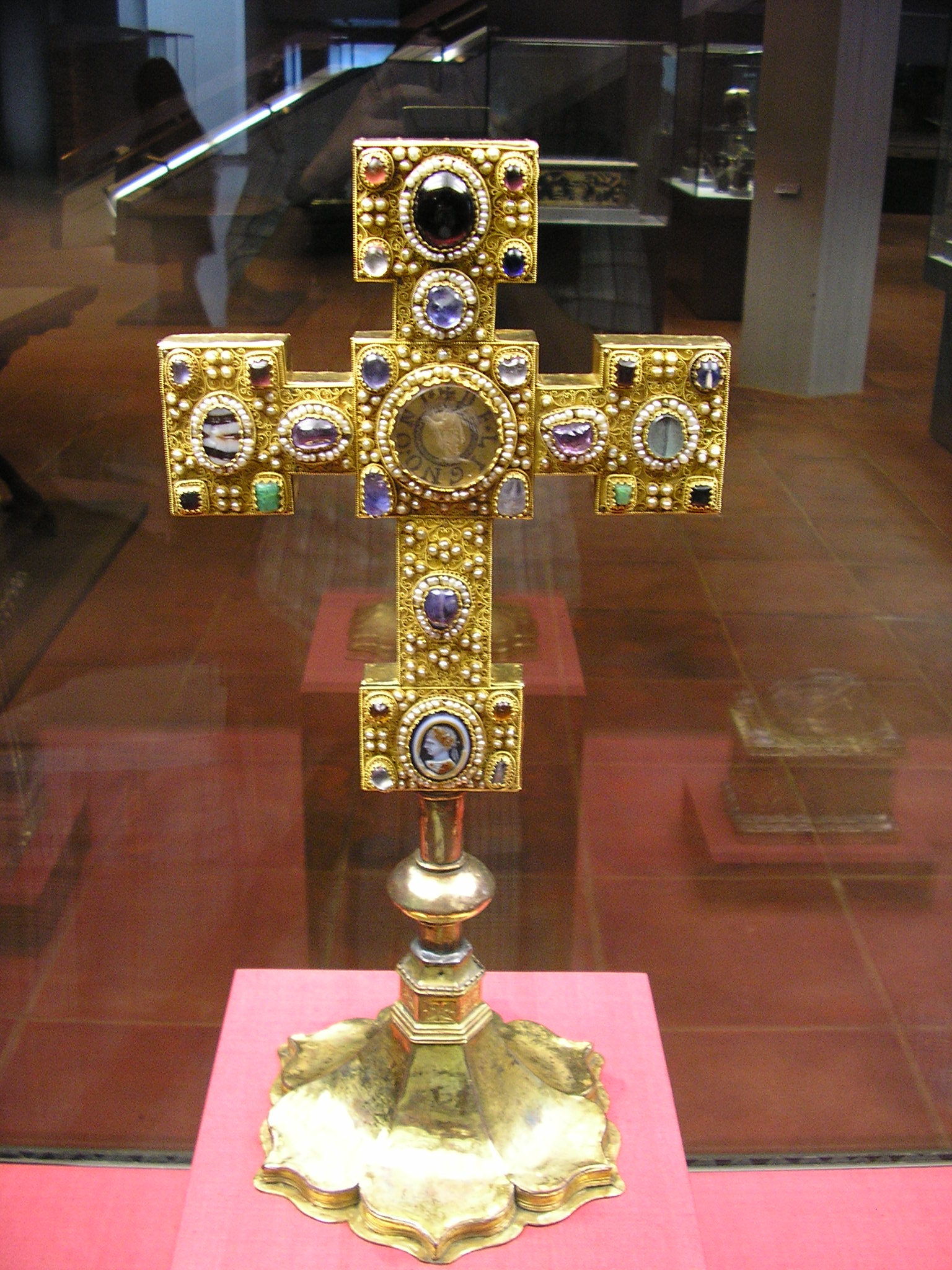
Vortragekreuz
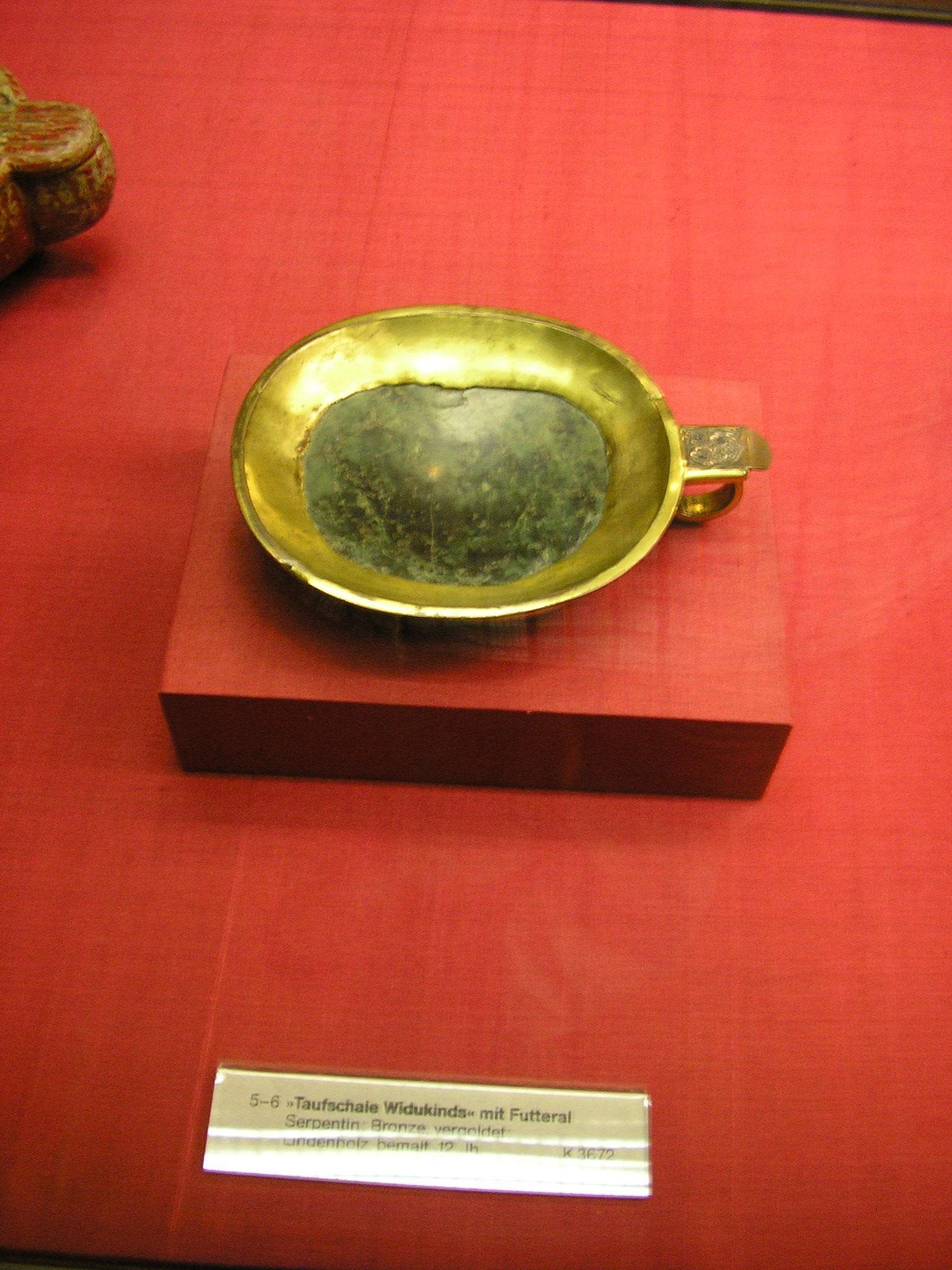
Sog. Taufschale Widukinds
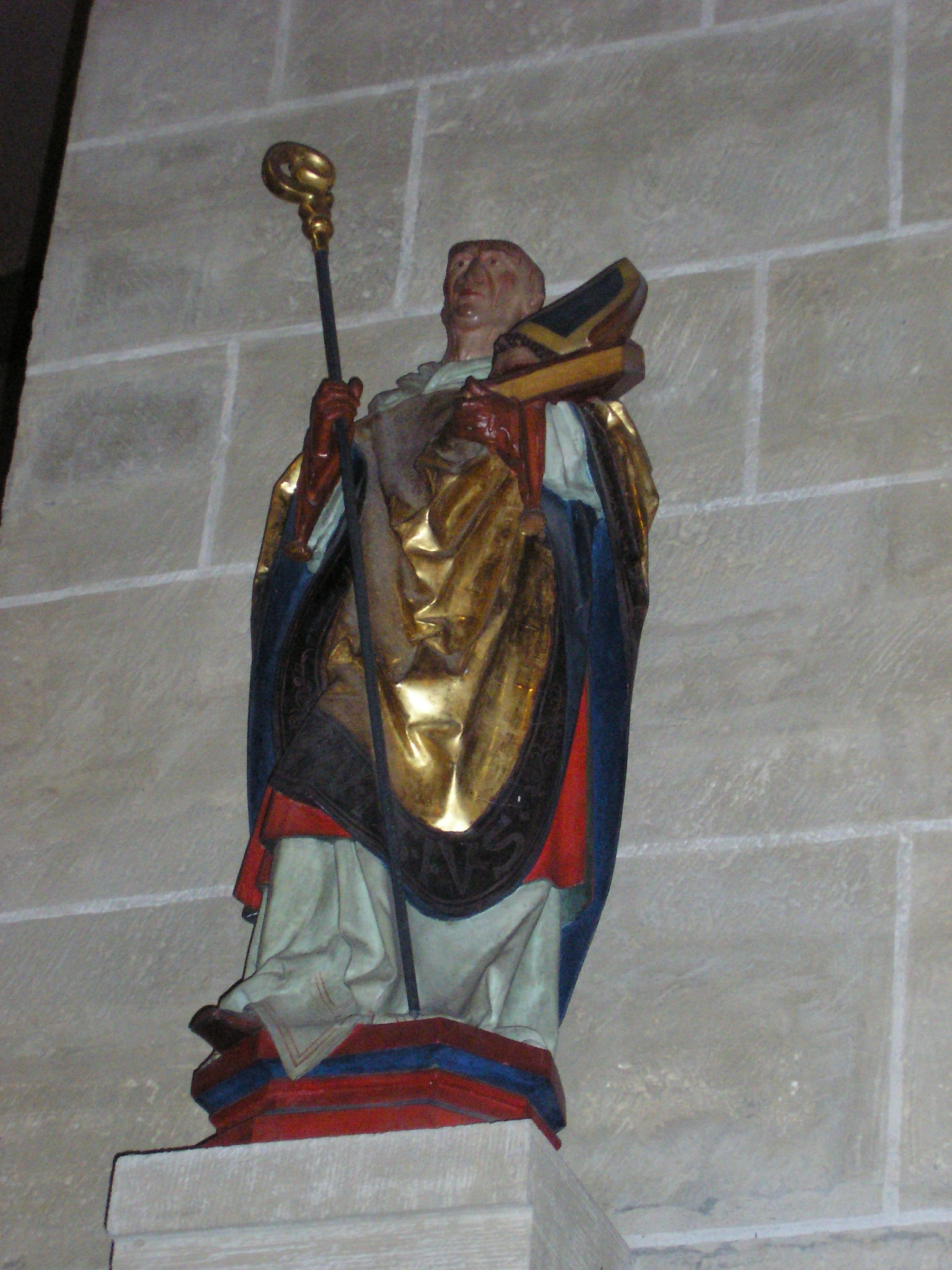
Figur des hl. Dionysius am linken Vierungspfeiler

### Codex Wittekindeus
Zum Besitz des Stifts gehörte auch der so genannte Codex Wittekindeus, der sich heute in der Staatsbibliothek in Berlin befindet. Nach der Überlieferung gehörte er zu den Taufgeschenken Karls des Großen an Widukind. Tatsächlich aber stammt er aus der Zeit Otto des Großen und war zunächst im Besitz des Magdeburger Domes. Der Codex war in Fulda entstanden und in Magdeburg gebunden worden. Der Codex lehnte sich eng an eine Handschrift aus der Zeit Karls des Großen an und gilt als eines der bedeutendsten Werke der ottonischen Buchmalerei überhaupt. Er wurde im 17. Jh. als Huldigungsgeschenk des 1647 brandenburgisch gewordenen Herfords dem Großen Kurfürsten übergeben und wird seitdem in der Berliner Staatsbibliothek (Theol. lat. fol. 1) aufbewahrt.

### Orgel

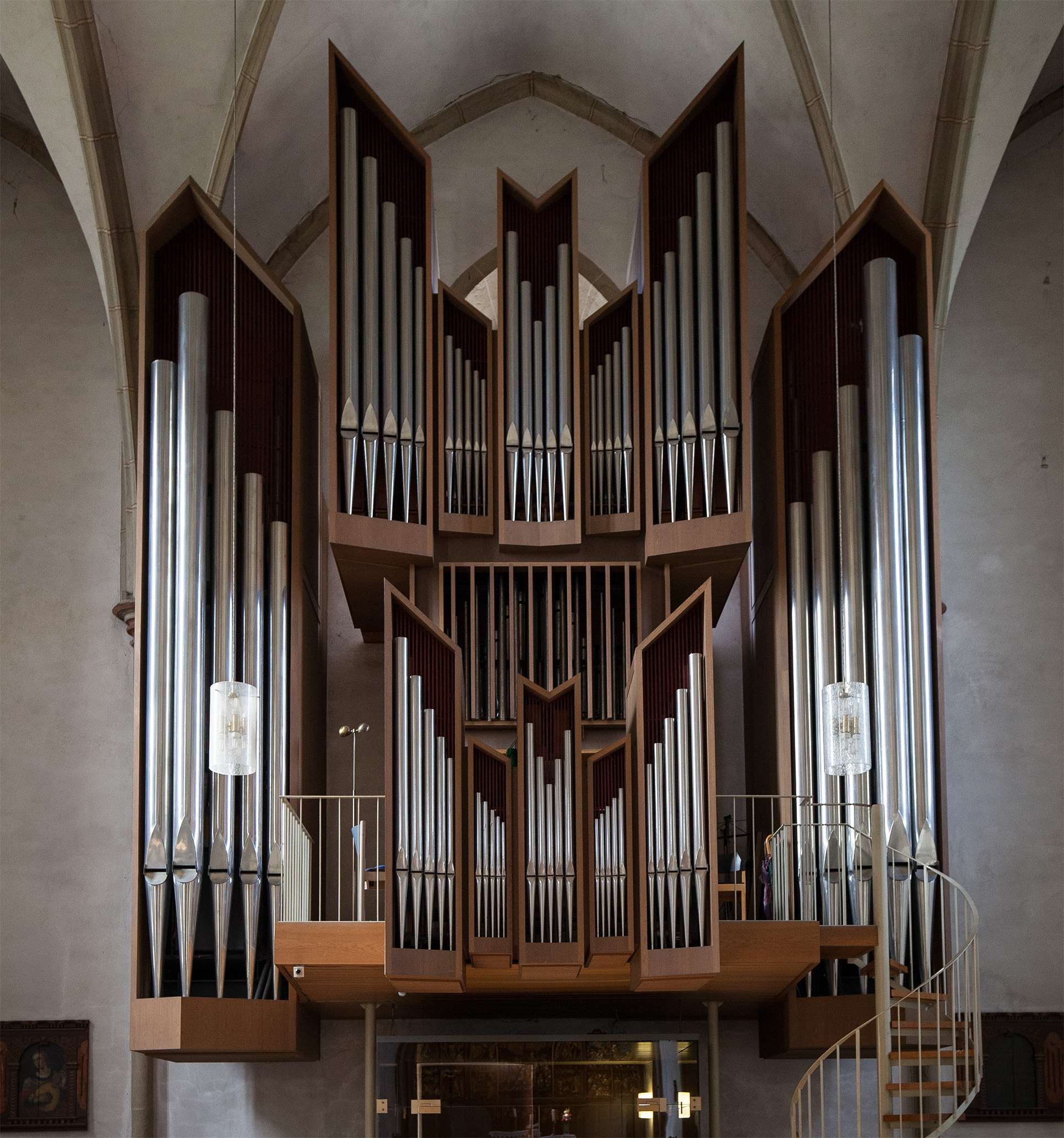
Prospekt der Westemporenorgel

Die Orgel wurde 1974 von der Orgelbaufirma Gustav Steinmann (Vlotho) erbaut. Das Instrument hat 34 Register auf drei Manualwerken und Pedal.
| III Schwellwerk C–g3 |                |       |
| 1.                   | Viola di Gamba | 8′    |
| 2.                   | Rohrgedackt    | 8′    |
| 3.                   | Spitzprinzipal | 4′    |
| 4.                   | Nasat          | 2/3′  |
| 5.                   | Gemshorn       | 2′    |
| 6.                   | Terz           | 13/5′ |
| 7.                   | Oktave         | 1′    |
| 8.                   | Plein Jeu V    |       |
| 9.                   | Cromorne       | 8′    |
|                      | Tremulant      |       |

| II Hauptwerk C–g3 |             |     |
| 10.               | Bordun      | 16′ |
| 11.               | Prinzipal   | 8′  |
| 12.               | Spillpfeife | 8′  |
| 13.               | Oktave      | 4′  |
| 14.               | Gemshorn    | 4′  |
| 15.               | Waldflöte   | 2′  |
| 16.               | Mixtur V-VI |     |
| 17.               | Trompete    | 8′  |

| I Rückpositiv C–g3 |                  |      |
| 18.                | Holzgedackt      | 8′   |
| 19.                | Quintade         | 8′   |
| 20.                | Prinzipal        | 4′   |
| 21.                | Rohrflöte        | 4′   |
| 22.                | Sesquialtera II  | 2/3′ |
| 23.                | Oktave           | 2′   |
| 24.                | Quinte           | 1/3′ |
| 25.                | Scharffzimbel IV |      |
| 26.                | Regal            | 8′   |
|                    | Tremulant        |      |

| Pedalwerk C–f1 |                 |     |
| 27.            | Prinzipalbass   | 16′ |
| 28.            | Subbass         | 16′ |
| 29.            | Gemsoktave      | 8′  |
| 30.            | Oktave          | 4′  |
| 31.            | Nachthorn       | 2′  |
| 32.            | Rauschpfeife IV |     |
| 33.            | Posaune         | 16′ |
| 34.            | Schalmey        | 4′  |

- Koppeln: I/II, III/II, I/P, II/P, III/P

## Glocken
Im Turm der Stiftskirche hängen drei große Bronze-Glocken – die Wigbert-Glocke, die Helden-Glocke und die Wittekinds-Glocke.

## Pröpste
- Adelger 950
- Siegfried vor 1094
- Ulrich 1121
- Otto 1171
- Heinrich (longus) 1194–ca. 1202
- Siegfried von Ampfurth 1202–1208
- Wilbrand von Dassel 1249–1250
- Volkwin von Schwalenberg 1252–1262
- Günther I. von Schwalenberg 1268–1305/09
- Gebhard von Schraplau 1310
- Volrad von Hessen 1343–1344
- Heinrich von Wederden 1366
- Johann von Ockenbrock ?–1371
- Bernhard von Östinchusen 1418
- Hartlieb Conekamp 1422/1423
- Richard Richarding (oder Richardi) 1435/1449
- Heinrich Keserling 1462/1471
- Konrad Thus vor 1489
- Hermann Ovelsuster 1489–1508
- Bernhard Dörinck 1508/1525
- Ludolf von Varendorff 1545/1568[8][9]